# فوتبال در المپیک تابستانی ۲۰۰۰

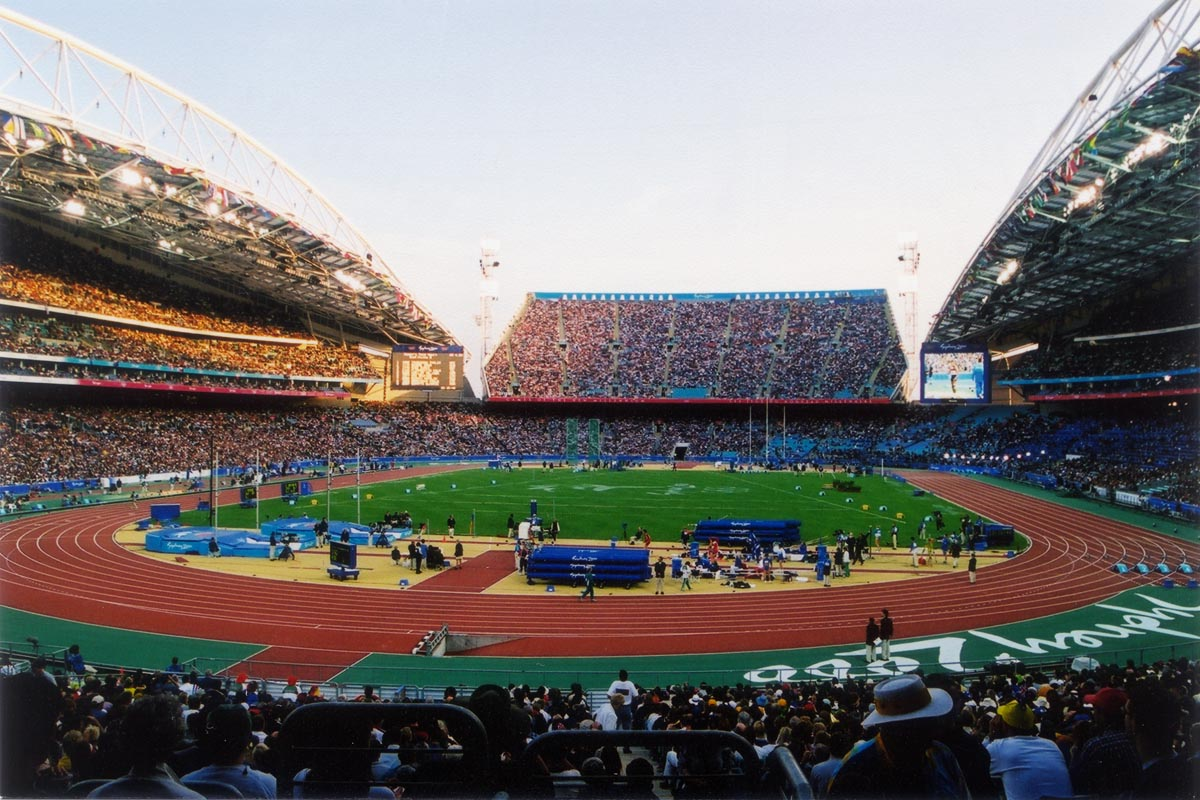
ورزشگاه هومبوش(ملقب به المپیک)

فوتبال در بازی‌های المپیک تابستانی ۲۰۰۰ نام رویداد ورزش فوتبال در بازی‌های المپیک تابستانی بود که در سال ۲۰۰۰ برگزار شد.

## جدول مدال‌ها
| رتبه  | کشور                | طلا | نقره | برنز | مجموع |
| ۱     | کامرون              | ۱   | ۰    | ۰    | ۱     |
| ۱     | نروژ                | ۱   | ۰    | ۰    | ۱     |
| ۳     | اسپانیا             | ۰   | ۱    | ۰    | ۱     |
| ۳     | ایالات متحده آمریکا | ۰   | ۱    | ۰    | ۱     |
| ۵     | شیلی                | ۰   | ۰    | ۱    | ۱     |
| ۵     | آلمان               | ۰   | ۰    | ۱    | ۱     |
| مجموع | مجموع               | ۲   | ۲    | ۲    | ۶     |

## مسابقه مردان
| گروه آ                                  | گروه ب                               | گروه ث                                     | گروه د                                   |
| --------------------------------------- | ------------------------------------ | ------------------------------------------ | ---------------------------------------- |
| - استرالیا - هندوراس - ایتالیا - نیجریه | - شیلی - مراکش - کرهٔ جنوبی - اسپانیا | - کامرون - چک - کویت - ایالات متحده آمریکا | - برزیل - ژاپن - اسلواکی - آفریقای جنوبی |

## مسابقات زنان
| گروه ای                           | گروه اف                                     |
| --------------------------------- | ------------------------------------------- |
| - استرالیا - برزیل - آلمان - سوئد | - چین - نیجریه - نروژ - ایالات متحده آمریکا |